# もう半分
もう半分（もうはんぶん）は、落語の演目の一つ。別名五勺酒（ごしゃくざけ）。主に東京で演じられる。
三遊亭圓朝作の怪談噺。主な演者に5代目古今亭今輔、5代目古今亭志ん生らが知られる。

## あらすじ
ある夫婦は、永代橋（千住大橋とも）のそばで小さな注ぎ酒屋（＝店内で飲ませるサービスを行っている酒店）を営んでいる。そこへ、60歳を過ぎたと思われる行商の老人が毎晩やって来る。老人は、1合の酒を一度に頼まず、まず「（一合枡に）半分だけお願いします」と5勺だけの酒を注文し、それを飲み終わると「もう半分」と言ってまた5勺を注文する、という変わった酒の飲み方をしていた。店主が理由をたずねると、老人は「その方が勘定が安くなり、量を多く飲んだ気がするからだ」と言う。
ある日老人は、店に風呂敷包みを置き忘れたまま店を出る。店主が「また明日も来るだろうから、包みをしまっておこう」と持ち上げると、やけに重いので不審に思う。包みを開くと、50両もの大金が入っている。「この金があれば念願の大きな店が持てる」と悪心を起こした夫婦は、慌てて取りに戻ってきた老人に対して知らぬ存ぜぬの態度を貫く。老人は涙を流しつつ、「娘が吉原へ身を売って作ってくれた金だ」と明かすが、結局落胆して店を出て行く。老人は、橋から川へ身を投げる。
しばらく後、金を元手に店を持った酒屋夫婦に赤ん坊が生まれる。ところが、生まれてきた赤ん坊の頭は白髪で覆われ、その顔は、かつて身を投げた老人そっくりだった。店主の妻は、ショックのあまり寝込み、そのまま死んでしまう。店主は「子供を育てることが老人の供養になるだろう」と思い、乳母を雇う。ところが、みんなつぎつぎと1日で辞めてしまう。店主は物事に動じず強気だ、という評判の乳母を雇うが、その乳母もひと晩で「辞めたい」と申し出てきた。店主が理由をたずねると、乳母は「自分の口からはとても言えないので、ご自分の目で確かめてほしい」と言う。
その晩、店主は乳母と赤ん坊が寝ている隣の部屋に隠れて、様子を見届けることにする。丑三つ時（＝午前2時頃）、それまで寝ていた赤ん坊が急に起きあがり、乳母の寝息をうかがいつつ、枕元の行灯の下に置いてある油さし（＝行灯へ油を補充する道具）から静かに油を茶碗に注ぎ、それをうまそうに飲み干す。
店主は「おのれ爺（じじい）、迷ったか!」と叫び、部屋へ飛び込む。赤ん坊は茶碗を差し出し、
「もう半分」

## バリエーション
- 舞台について
  - 原話により近いと考えられる、圓朝の弟子・初代三遊亭圓左の速記では酒屋の場所を永代橋としている。
  - 舞台を千住大橋とするのは、小塚原刑場が近いことから、より強く怪談的な演出効果を狙ったものである。酒屋の場所をはっきり「小塚原」とする演者もいる。
- 老人が語る娘の続柄について、実の娘とする場合と、後妻の連れ子とする場合とがある。
- 老人が店を去り、身投げするまでの演じ方は以下のように異なる。
  - 店主が心張り棒で老人を打ちすえ、店から追い出してしまう、という演じ方がある。
  - 落胆して店を去る老人を、いたたまれなくなって追う店主が、身投げを目撃する。あるいは、老人に嘘をついたために気まずさを感じた店主が、気分転換に銭湯に行くために外出して、身投げを目撃する、という演じ方がある。
  - 六代目五街道雲助は身投げではなく、店主が後から追って老人を橋の上から落として殺害するという演じ方を行った。
- 赤ん坊が生まれる時期について、噺の冒頭で妻がすでに臨月であり、老人の死からほどなくして赤ん坊が誕生する演じ方と、老人の死から数年後に赤ん坊が誕生する演じ方とがある。赤ん坊の性別も、女・男両方の演じ方がある。
- 乳母が、油を飲む赤ん坊の様子を、夜になる前に店主に語る演じ方がある。
- 赤ん坊が振り返って茶碗を突き出す様な仕草、または茶碗か油皿を差し出し「もう半分」と言って来るところで終わる場合もあれば、それに驚いた店主が頓死し、繁栄していた家が再び没落するといった後日談が加わる演じ方がある。

## 典拠
福田素子は「落語「もう半分」に見る中国怪談・討債鬼故事の受容と変容」（『中国 社会と文化』(27)2012-07）で、中国における討債鬼故事と呼ばれる説話群の、恨みを呑んで死んだ者が恨む相手の子供として生まれるという説話がこの落語に似ていると言われることを紹介しつつ、はっきり典拠といえるものとはしていない。
これと似た怪談に「六部殺し」があり、そのバリエーションの一つといえる。